# Antonio Molina
Antonio Molina Canet (Jávea, 4 gennaio 1991) è un ex ciclista su strada spagnolo, professionista dal 2014 al 2019.

## Palmarès

### Strada
- 2013 (Caja Rural Amateur)

1ª tappa Vuelta a Navarra (Orkoien > Villatuerta)
Classifica generale Vuelta a Navarra

#### Altri successi
- 2011 (Caja Rural Amateur)

San Gregorio Proba
- 2016 (Caja Rural-Seguros RGA)

Classifica sprint Giro del Trentino

## Piazzamenti

### Grandi Giri
- Vuelta a España

2018: 120º